# Hamskerpir og Garðrofa
Hamskerpir og Garðrofa er to heste i nordisk mytologi som farede hesten Hovvarpner, der er asynjen Gnás hest. Hamskerpir og Garðrofa beskrives i den Yngre Edda, der blev nedskrevet i 1200-tallet af Snorri Sturluson.

## Attestations
I kaoitel 35 af Yngre Edda i bogen Gylfaginning, gives en beskrivelse af 16 asynjer. Gná bliver nævnt som den trettende, og i beskrivelsen i dette stanza angives, at forældrene til Gnás hest, Hófvarpnir, er Hamskerðir og Garðrofa:

"Jeg flyver ikke
men dog jeg farer
og gennem luften løber
på Hofvarpnir
den som Hamskerpir fik
med Gardrofa."

## Teorier
John Lindow har fremført en teori om at navnet Hamskerpir ikke har nogen åbenlys mening, men at Garðrofa kan betyde "Hegns-bryder". Lindow tilføjer, at de to heste ikke kendes fra andre kilder, og at der ikke er bevaret andre myter om dem.